# Eagle County
Eagle County is een county in de Amerikaanse staat Colorado.
De county heeft een landoppervlakte van 4.372 km² en telt 41.659 inwoners (volkstelling 2000). De hoofdplaats is Eagle.